# Canon Rock
Canon Rock är en elgitarrlåt helt baserad på Johann Pachelbels klassiska låt Kanon i D-dur. Taiwanesen Jerry Chang (JerryC) skrev om Canon till en rocklåt och lade upp den på internet.

## Covers
Det har gjorts många covers på Canon Rock, den mest kända är av Jeong-Hyun Lim (Funtwo). Med 64 miljoner visningar, uppmätt den 14 oktober 2009, är hans video en av de mest visade filmerna i Youtubes historia.